# 十四救难圣人圣殿
十四救难圣人圣殿（德语： Basilika Vierzehnheiligen ）是一座天主教宗座圣殿，位于德国南部巴伐利亚州班贝格附近巴特施塔弗尔施泰因镇附近。由巴尔塔萨·诺伊曼设计，晚期巴洛克-洛可可风格，建于1743-1772年，敬禮十四救难圣人，（黑死病时期，在德国受到尊崇）。
祭坛上描绘的十四位圣人是：
- 栏杆：
  - 伯拉削 （2 月 3 日），对付喉咙疾病
  - 西连克（8 月 8 日），对付诱惑
  - 德尼（10 月 9 日），对付头痛
  - 艾尔莫（6 月 2 日），对付肠道疾病[1]
- 壁龛：
  - 白芭蕾（12 月 4 日），对付发烧和猝死
  - 亚历山大的加大肋纳（11 月 25 日），对付猝死[1]
- 扶壁：
  - 亚加削（5 月 8 日），对付头痛
  - 基道霍(Christophorus)（7 月 25 日），对付鼠疫
  - 欧达奇（9 月 20 日），对付家庭不和
  - 艾智德(Aegidius)（9 月 1 日），对付鼠疫[1]
- 天盖：
  - 乔治（4 月 23 日），对付家畜
  - 童贞玛加利大（7 月 20 日），对付分娩
  - 庞大良 （7 月 27 日），对付医生
  - 维图 （6 月 15 日），对付癫痫[1]

## 脚注
1. 1 2 3 4  Michelin 1967.